# Stade Émile Mayrisch
Stade Émile Mayrisch är en fotbolls- och friidrottsstadion i Esch-sur-Alzette, i sydvästra Luxemburg med en kapacitet på 3 826 åskådare.  Den har en läktre med plats för omkring tusen personer och resten är hänvisade till slänterna runt planen. Arenan är namngiven efter den Luxemburgska industrialisten och stålindustripionjären Émile Mayrisch. På stadion har fotbollsklubben CS Fola Esch och friidrottsklubben CA Fola Esch sina hemmaarenor.